# Vlag van Mexico (land)
De vlag van Mexico is een driekleur met vanaf de hijszijde naar het uiteinde de kleuren groen, wit en rood; in de middelste baan staat het wapen van Mexico. Ook van achteren gezien bevindt de groene baan zich aan de hijszijde en kijkt de adelaar richting de stok.
Hoewel de betekenis van de kleuren na verloop van tijd veranderd is, zijn de kleuren sinds de Mexicaanse Onafhankelijkheidsoorlog (1810-1821) in gebruik gebleven. De huidige vlag werd in 1968 aangenomen, aangezien dat jaar het Mexicaanse wapen voor het laatst gewijzigd werd. De huidige wet op de nationale symbolen, de Ley sobre el Escudo, la Bandera y el Himno Nacionales, is sinds 1984 van kracht. De vlag doet zowel te land als te water dienst als civiele vlag, staatsvlag en oorlogsvlag.

## Symboliek

### Wapen

Mexicaanse vlag met het embleem in goud, wordt sinds 1988 soms gebruikt door de overheid

De afbeelding van het wapen is gebaseerd op een eeuwenoude Azteekse legende. Deze legende zegt dat de god Huitzilopochtli de Azteken opdroeg om hun mythische verblijfplaats Aztlán te verlaten en te vertrekken naar een plaats waar ze een meer moesten vinden, met daarin een stenen eiland, met daarop een nopalcactus en daarop een arend die een slang opeet. Verscheidene jaren zou het volk hebben rondgetrokken op zoek naar deze plaats, tot ze in 1325 deze plaats ontdekten en er hun nieuwe hoofdstad stichtten, Tenochtitlan, nu de huidige Mexicaanse hoofdstad Mexico-Stad.
Hoewel het wapen volgens de regels van de heraldiek geen wapen is, beschouwt de Mexicaanse wet de afbeelding wel als zodanig.

### Kleuren
De kleuren van de vlag zijn afgeleid van het vaandel van het Leger van de Drie Garantiën, dat van 1821 tot 1823 bestond. Dit leger had drie belangrijke uitgangspunten ('garantiën'): de onafhankelijkheid van Mexico, het Rooms-katholicisme, en gelijkheid voor en eenheid tussen alle bevolkingsgroepen in het land. Deze garantiën werden uitgebeeld door respectievelijk de kleuren groen, wit en rood.
De betekenis van de kleuren veranderde echter dankzij de secularisering van Mexico in de jaren 1850, die geleid werd door president Benito Juárez. In de nieuwe symboliek staat het groen voor hoop, het wit voor eenheid, zuiverheid en eerlijkheid en het rood voor het bloed van de nationale helden.
Aangezien de Mexicaanse wet echter geen officiële symboliek aan de kleuren toekent, kan men er ook andere betekenissen aan geven. Een alternatieve verklaring koppelt bijvoorbeeld het groen aan het Mexicaanse grondgebied (de bergen, rivieren, vlakten, hulpbronnen), het wit aan het volk en het rood aan de strijd voor het handhaven van de nationale onafhankelijkheid en de vrijheid. The World Encyclopedia of Flags, een boek geschreven door Alfred Znamierowski, geeft ook de volgende betekenis aan de kleuren van de vlag: het groen staat voor hoop, het wit voor zuiverheid en het rood voor religie.
Sommige Mexicaanse groeperingen hebben de Mexicaanse kleuren in gebruik als deel van hun logo's of symbolen. Zo heeft de Institutioneel Revolutionaire Partij (PRI) de nationale kleuren in haar logo opgenomen. Een andere politieke partij, de Partij van de Democratische Revolutie (PRD), heeft de nationale kleuren ook in haar logo geplaatst, maar veranderde dit in de jaren negentig van de 20e eeuw nadat er discussie ontstond over het gebruikt van de nationale kleuren in partijsymbolen. Verschillende Mexicaanse staten, zoals Querétaro en Hidalgo, hebben de Mexicaanse vlag geheel of gedeeltelijk in hun staatswapens opgenomen. In veel staten is de Mexicaanse vlag de enige vlag die officieel is toegestaan en hebben de verschillende staatsvlaggen dan ook geen officiële status.

## Ontwerp

### Specificaties
Het officiële ontwerp van de Mexicaanse vlag is te vinden in artikel 3 van de Wet op het Nationale Wapen, de Vlag en het Volkslied. Deze wet stamt uit 1874 en is sindsdien enkele keren gewijzigd, voor het laatst in 2005. Het derde artikel bepaalt hoe de vlag eruit moet zien en welke afmetingen zij moet hebben:

De Bandera Nacional is een rechthoek verdeeld in drie verticale banen van identieke afmetingen, in, vanaf de hijszijde tot het uiteinde, de kleuren groen, wit en rood. Gecentreerd in het midden van de witte baan staat het Nationale Wapen met een diameter van drie vierde van de breedte van de baan. De verhouding van de vlag is vier tot zeven (ratio 4:7). De vlag kan vergezeld gaan van een touw of lint van dezelfde kleuren, bevestigd onder de top van de mast.

Kopieën van het exemplaar die volgens deze wet gemaakt zijn bevinden zich in het Nationaal Archief (Archivo General de la Nación) en het Chapultepec-paleis. Op grond van deze wet is de constructietekening hiernaast gemaakt.

### Kleuren
Het Secretaría de Gobernación adviseert de exacte kleurcodering volgens onderstaande tabel. Deze codering is niet vastgelegd in de wet.

Mexicaanse en Italiaanse vlag

| Kleurschema      | Groen        | Wit         | Rood       |
| ---------------- | ------------ | ----------- | ---------- |
| Pantone          | 3425c        | Safe        | 186c       |
| RGB-kleursysteem | 0-104-71     | 255-255-255 | 206-17-38  |
| CMYK             | 100-34-93-30 | 0-0-0-0-0   | 0-92-82-19 |
| Hexadecimaal     | 006847       | FFFFFF      | CE1125     |

### Vergelijking met het ontwerp van de Italiaanse vlag
Het gebeurt vaak dat mensen de Mexicaanse vlag maken door het nationale wapen in de witte baan te plaatsen en daarbij de vlag van Italië als basisdriekleur te gebruiken. De reden hiervoor is dat vaak gedacht wordt dat het enige verschil tussen de twee vlaggen de opname van het wapen in de Mexicaanse vlag is.
Beide vlaggen gebruiken dezelfde kleuren (groen, wit en rood), maar de Mexicaanse vlag gebruikt zowel een donkerdere kleur groen als een donkerdere kleur rood. Daarnaast is de hoogte-breedteverhouding van beide vlaggen verschillend, waardoor beide er toch uniek uitzien. De hoogte-breedteverhouding van de Italiaanse vlag is 2:3, waardoor de hoogte van die vlag in verhouding groter is dan die van de langere Mexicaanse vlag.

## Geschiedenis

Vlag van Nieuw-Spanje, 1535-1821

Vlag van de Drie Garantiën

Vlag van het Eerste Mexicaanse Keizerrijk, 1821-1823

Vlag van Mexico, 1823-1864 en 1867-1880

Vlag van het Tweede Mexicaanse Keizerrijk, 1864-1867

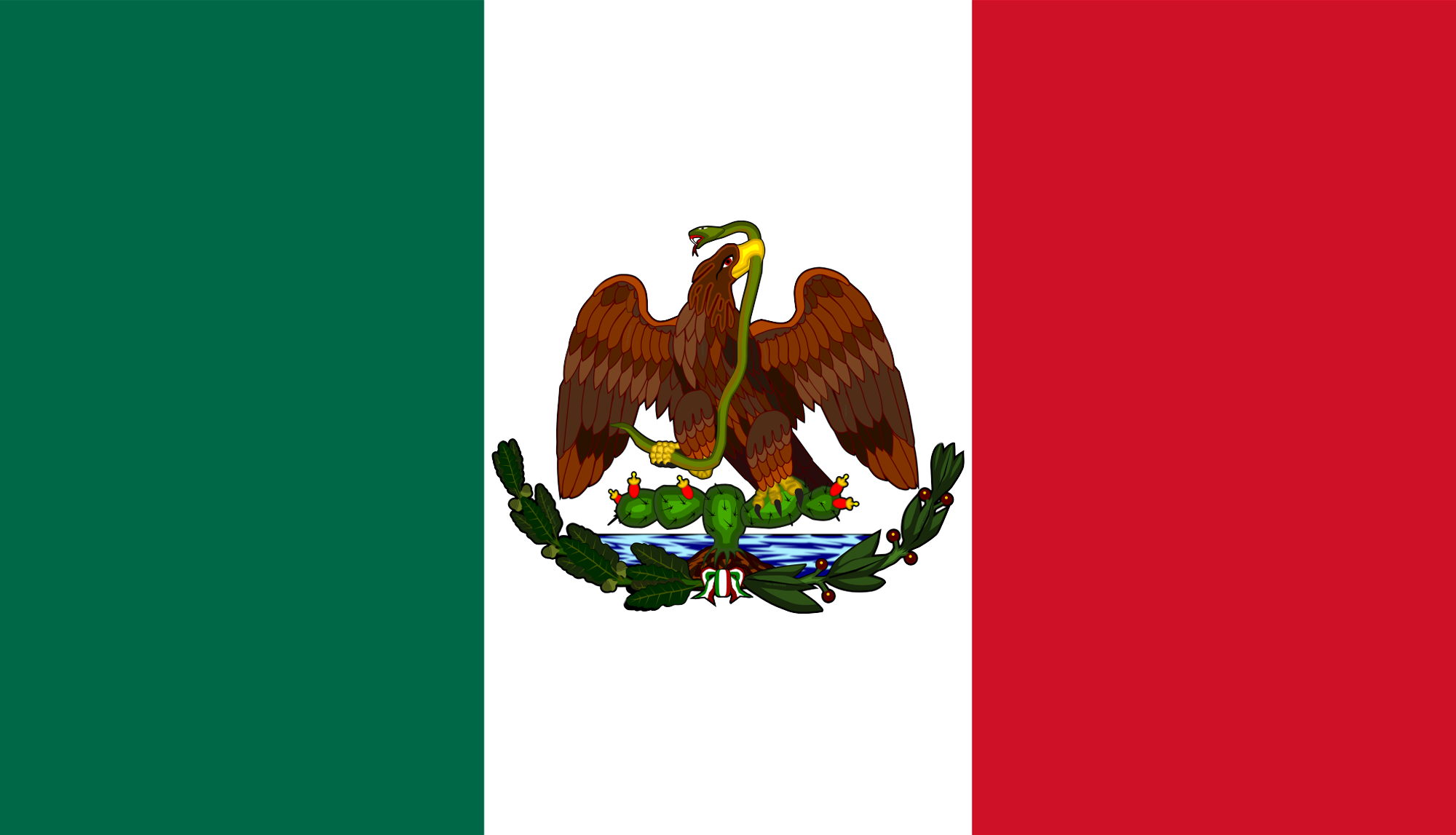
Vlag van Mexico, 1880-1893

Vlag van Mexico, 1893-1916

Vlag van Mexico, 1916-1934

Vlag van Mexico, 1934-1968

Vlag van Mexico, sinds 1968

De huidige Mexicaanse vlag is de zogeheten Vierde Nationale Vlag, maar dat wil niet zeggen dat ze pas de vierde vlag is in de Mexicaanse geschiedenis: er werden achtereenvolgens zeven vlagontwerpen gebruikt tot de aanname van de huidige vlag in 1968. Vijf van die vlaggen worden officieel gezien als (variant van) de Tweede Nationale vlag, terwijl die andere twee in gebruik waren ten tijde van de twee keizerlijke periodes in de Mexicaanse geschiedenis.

### Kolonisatie en Onafhankelijkheidsoorlog
Voordat in 1810 de Mexicaanse Onafhankelijkheidsoorlog uitbrak, was Mexico het centrum van het onderkoninkrijk Nieuw-Spanje. Nieuw-Spanje gebruikte een witte vlag met een rood Bourgondisch kruis.

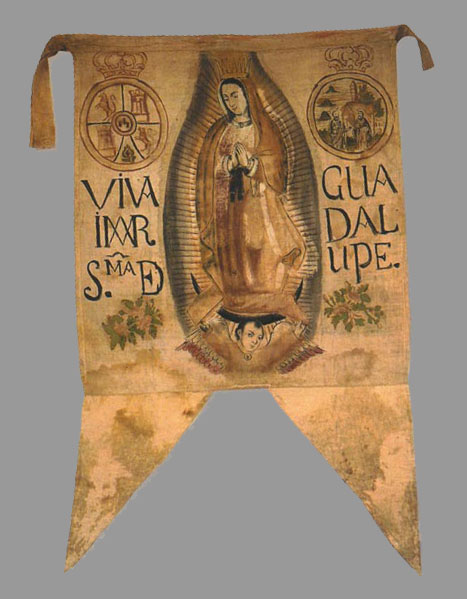
Standaard van Miguel Hidalgo

Tijdens de Mexicaanse Onafhankelijkheidsoorlog werden er door de strijders die tegen de Spaanse legers vochten verschillende vlaggen gebruikt. Hoewel nooit aangenomen als nationale vlag, beschouwen veel historici Miguel Hidalgo's standaard van Onze-Lieve-Vrouw van Guadalupe als de eerste nationale vlag. Deze standaard werd gebruikt bij de Grito de Dolores van 16 september 1810, de Mexicaanse onafhankelijkheidsverklaring.
De standaard was het eerste symbool van de Mexicaanse onafhankelijkheidsstrijders, maar niet het enige. José María Morelos gebruikte in 1813 een vlag met daarop een gekroonde adelaar op een cactus en de letters V.V.M., Viva la Virgen María ("Leve de Maagd Maria"). Het tegen de Spanjaarden vechtende leger gebruikte ook een verticale driekleur in de kleurencombinatie wit-blauw-rood, waarschijnlijk gebaseerd op de vlag van de Franse Revolutionairen.

### Eerste Mexicaanse Keizerrijk
De kleuren van de huidige vlag werden voor het eerst voorgesteld op 24 februari 1821 door onafhankelijkheidsstrijder Agustín de Iturbide, die een jaar later keizer van Mexico zou worden. Ze weerspiegelden zoals hierboven vermeld de "drie garanties" voor de toekomst van het land: het geloof, de onafhankelijkheid en de eenheid. Een voorlopige regering besliste datzelfde jaar over het gebruik van een afbeelding in het midden van een adelaar op een nopalcactus, later het wapen van Mexico, dat de oprichting van de Azteekse hoofdstad Tenochtitlán (op dezelfde locatie van de hedendaagse hoofdstad, Mexico-Stad) symboliseert. De hoogte-breedteverhouding werd vastgesteld op 4:7.
In november 1821 werd de groen-wit-rode driekleur met het wapen officieel aanvaard door Iturbide. In eerste instantie wilde men een horizontale driekleur, maar om de keizerlijke adelaar meer ruimte te geven werden de banen verticaal geplaatst. De regering besloot dat:

de nationale vlag en vlaggen van het leger driekleurig zullen zijn, voor eeuwig de verticaal uitgelijnde kleuren groen, wit en encarnado (vleeskleurig rood) aangenomen worden, met de gekroonde adelaar in het midden van de witte baan.

Pas op 21 juli 1822 werd de vlag voor het eerst gehesen, dit bij de officiële stichting van het Eerste Mexicaanse Keizerrijk.

### Eerste vlag van de Mexicaanse Republiek
De vlag, en dan vooral het embleem (positie en vorm van de adelaar, de versieringen, ... ), zouden in de loop der tijd verschillende keren aangepast worden door opeenvolgende politieke stromingen. De eerste aanpassing vond al plaats in 1823, toen na het omverwerpen van keizer Iturbide de kroon op het hoofd van de adelaar werd verwijderd, omdat de monarchie was afgeschaft. Ook zijn er toen enkele andere, kleine aanpassingen gedaan, maar de hoogte-breedteverhouding van 4:7 bleef gehandhaafd. Deze vlag zou tot 31 december 1880 in gebruik blijven, met de periode van het Tweede Mexicaanse Keizerrijk (1863-1867) als intermezzo. Ten tijde van deze tweede monarchistische periode vochten de republikeinse opstandelingen vaak wel onder de vlag uit 1823, die zij na hun overwinning weer als nationale vlag installeerden.
Het gebied waar de vlag werd gehesen werd ondertussen danig ingeperkt, aangezien het zuiden van het Eerste Mexicaanse Keizerrijk zich in 1823 onafhankelijk verklaarde als de Verenigde Staten van Centraal-Amerika en een eigen vlag aannam. Later zou Mexico ook in het noorden gebieden moeten afstaan, in dat geval aan de Verenigde Staten. Verder maakten de Republiek Yucatán (met een eigen vlag in de Mexicaanse kleuren) en de Republiek van de Rio Grande (met eveneens een eigen vlag) zich tijdelijk van Mexico los.

### Tweede Mexicaanse Keizerrijk
In 1863 werd het Tweede Mexicaanse Keizerrijk uitgeroepen. Deze monarchie, met keizer Maximiliaan I aan het hoofd, gebruikte vanaf 10 april 1864 een nieuwe nationale vlag. Deze had de groen-wit-rode vlag als basis met het nieuwe keizerlijke wapen in het midden van de witte baan (de oorlogsvlag alleen de keizerlijke adelaar). Het ontwerp van het wapen leek op dat van het Franse keizerlijke wapen, maar met wat Mexicaanse tinten. Verder werd de hoogte-breedteverhouding aangepast van 4:7 naar 1:2 en werd er in elke hoek een gouden gekroonde adelaar geplaatst. In 1867 werd Maximiliaan afgezet en geëxecuteerd en werd de republiek hersteld.

### De vlag van 1881
Op 20 december 1880 besloot president Porfirio Díaz dat de adelaar vleugels in Franse stijl moest krijgen, naar een ontwerp van Tomás de la Peña. Ook werd de hoogte-breedteverhouding veranderd in 2:3. Daarmee werd een nieuwe vlag aangenomen, die op 1 januari 1881 voor het eerst werd gehesen. Formeel bleef men deze vlag, evenals die van 1899, 1917 en 1934, als dezelfde vlag beschouwen als die van 1823 (de Tweede Nationale Vlag). De vlag van 1881 zou tot 31 december 1898 in gebruik blijven.

### De vlag van 1899
Op 1 januari 1899 werd, nog steeds onder Díaz, weer een nieuwe vlag in gebruik genomen door een aanpassing van het wapen, terwijl de hoogte-breedteverhouding van 2:3 gehandhaafd bleef. De nieuwe wapenafbeelding, wederom in Franse stijl, werd ontworpen door Juan de Dios Fernández.

### De vlag van 1917
Tijdens het presidentschap van Venustiano Carranza, winnaar van de Mexicaanse Revolutie en president tussen 1914 en 1920, werd weer een nieuwe vlag aangenomen door een wijziging van het wapenontwerp. Deze vlag was in gebruik tussen 15 september 1917 en 4 februari 1934. Voor het eerst stond de kop van de adelaar naar de hijszijde gericht, zoals het volgens de regels van de heraldiek hoort. Ook kijkt men sinds 1917 tegen de zijkant van de vogel aan, in plaats van tegen de voorkant. De adelaar begint, zeker vergeleken met zijn voorgangers, al sterk te lijken op die in de huidige vlag. Overigens werd het precieze ontwerp van de vogel niet goed vastgelegd, waardoor er uiteenlopende versies van de vlag te zien waren.

### De vlag van 1934
De Mexicaanse vlag van 1934 was de laatste die formeel geldt als versie van de vlag van 1823. Ook bij deze vlag lijkt het wapen in de middelste baan (een ontwerp van Jorge Enciso) al sterk op de huidige afbeelding. De vlag was in gebruik sinds 5 februari 1934 en zou tot de aanname van de huidige vlag in 1968 de officiële Mexicaanse vlag zijn, met een hoogte-breedteverhouding van 2:3.

### Aanname van de huidige vlag
De laatste aanpassing gebeurde op 16 september 1968 (158 jaar na de onafhankelijkheidsverklaring) naar een ontwerp van Francisco Eppens Helguera, met goedkeuring van de toenmalige president Gustavo Díaz Ordaz. Op dat moment werden de specifieke details van het embleem pas voor het eerst officieel vastgelegd. Daardoor, en door het terug invoeren van een hoogte-breedteverhouding van 4:7, werd de zogeheten Vierde Nationale Vlag aangenomen. De belangrijkste verandering was een agressievere houding van de adelaar. Een mogelijke reden voor deze verandering was dat in oktober 1968 in Mexico-Stad de Olympische Zomerspelen 1968 gehouden zouden worden.
Tegelijkertijd werd besloten dat schepen van de Mexicaanse handelsvloot niet meer, zoals eerst toegestaan was, een vlag zonder wapen mochten voeren. De reden hiervoor was het voorkomen van verwarring met de Italiaanse vlag.
In 1995 werd de wetgeving omtrent de vlag voor het laatst veranderd. Het belangrijkste dat toen werd vastgelegd, is dat de adelaar op de achterkant van de vlag is omgedraaid, zodat deze naar de stok kijkt.

## Monumentale vlaggen

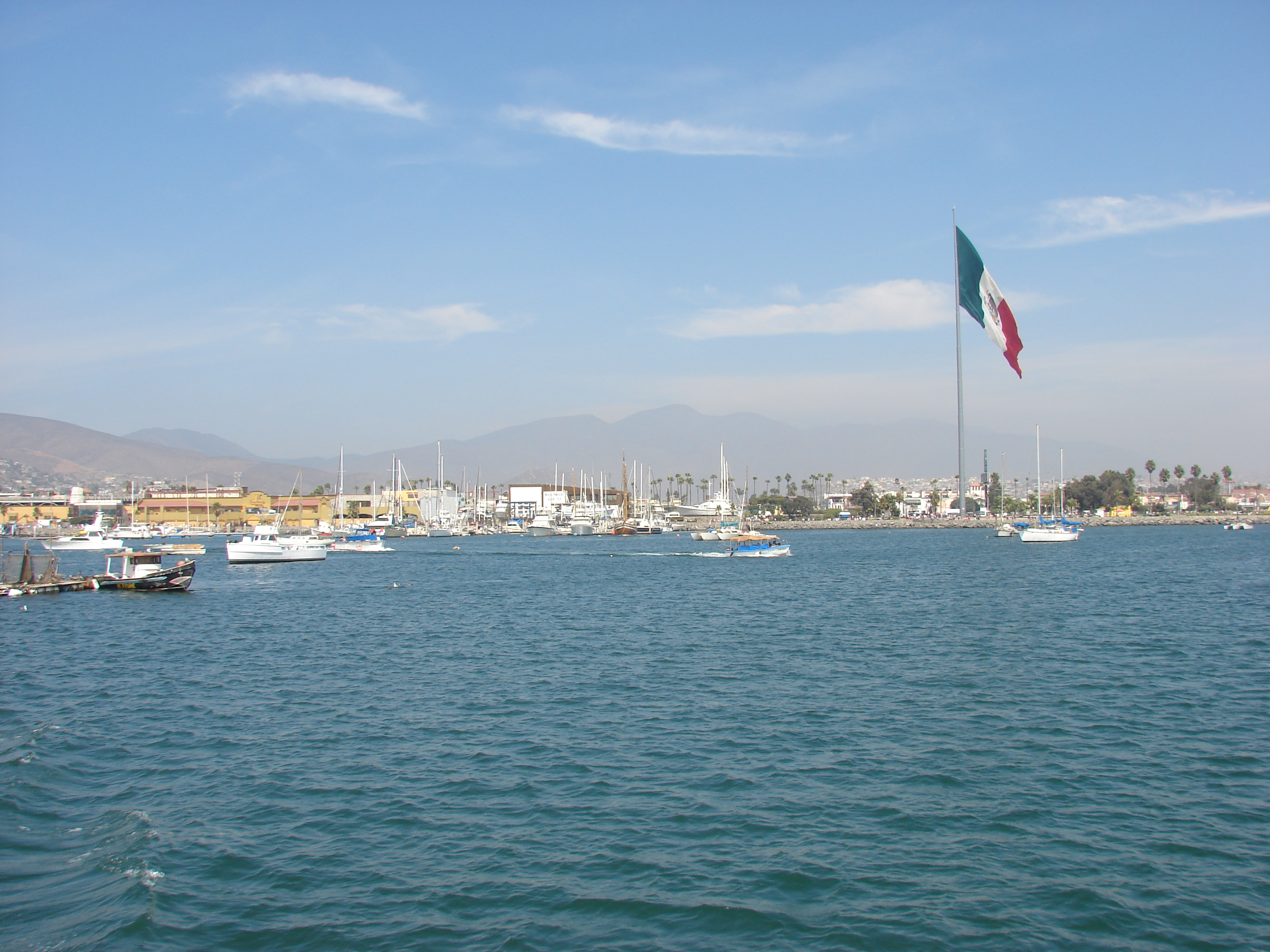
'Monumentale vlag' in Ensenada

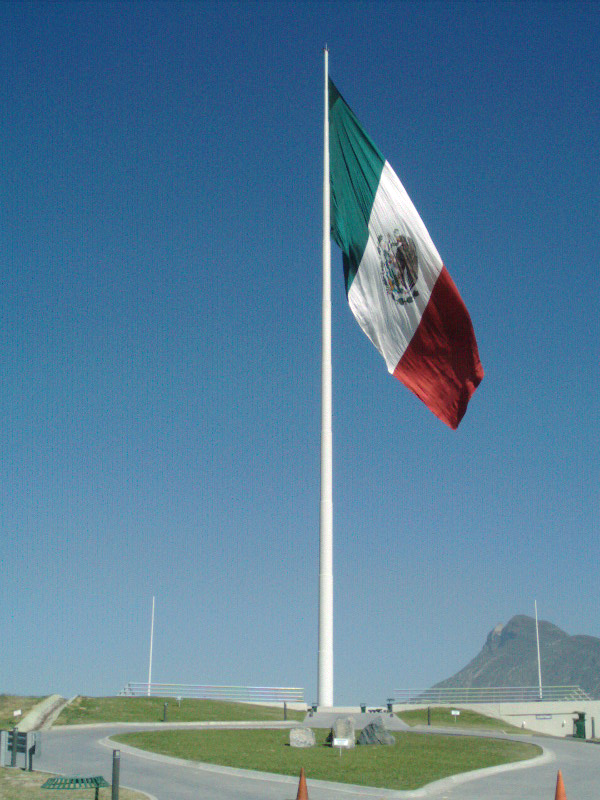
Mirador del Obispado, Monterrey

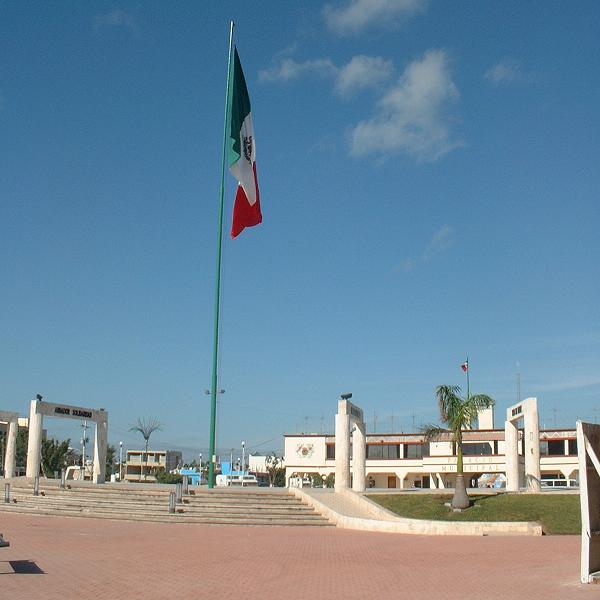
'Semi-monumentale vlag' in Playa del Carmen

De Mexicaanse president Ernesto Zedillo startte op 1 juli 1999 een programma dat als doel had om op veel plaatsen in het land enorme vlaggen (Banderas monumentales) te laten wapperen. Het doel hiervan was om de vlag, het wapen, het Mexicaanse volkslied en patriottisme te promoten.
Het programma van Zedillo had twee hoofdpunten. Het eerste was dat er op veel plaatsen in het land monumentale vlaggen moesten komen. De eerste twee vlaggen kwamen in de hoofdstad, vervolgens waren Tijuana, Ciudad Juárez, Veracruz en Iguala (waar in 1821 voor het eerst de vlag van het Leger van de Drie Garantiën werd gehesen) aan de beurt. Vele andere steden (vooral grote steden, staatshoofdsteden en economische centra) en historische locaties zouden volgen. De Banderas monumentales zijn te vinden in:
- Monterrey, Nuevo León;
- Querétaro, Querétaro;
- Mexico-Stad (op drie locaties):
  - Plein van de Grondwet in het stadscentrum;
  - Campo Militar Marte, achter Los Pinos, de ambtswoning van de president van Mexico;
  - de rotonde San Jerónimo;
- Iguala, Guerrero;
- Tonalá, Jalisco;
- Tijuana, Neder-Californië;
- Ciudad Juárez, Chihuahua;
- Chihuahua, Chihuahua;
- Veracruz, Veracruz;
- Morelia, Michoacán;
- Culiacán, Sinaloa;
- Mazatlán, Sinaloa
- Mérida, Yucatán;
- Cancún, Quintana Roo;
- Naucalpan de Juárez, Mexico (staat);
- Nuevo Laredo, Tamaulipas;
- Tampico, Tamaulipas;
- Ensenada, Neder-Californië;
- Acapulco, Guerrero;

De vlaggen in Tijuana, Ciudad Juárez en Nuevo Laredo bevinden zich nabij de grens met de Verenigde Staten en kunnen duidelijk gezien worden vanaf de Amerikaanse zijde van de grens.
Het tweede punt van het programma was het creëren van een standaardmaat voor vlaggen en vlaggenstokken. De vlaggenstokken van de monumentale vlaggen moeten minstens vijftig meter hoog zijn. De vlaggen zelf moeten minstens 14,3 bij 25 meter zijn (ratio 4:7). Dit betekent dat de vlaggen zeer duur zijn en dat er bijna twintig mensen nodig zijn om ze te hijsen en neer te laten. Op plaatsen waar grote vlaggen praktisch gezien niet kunnen wapperen, zijn kleinere vlaggen toegestaan.
De grootste monumentale vlag is de Mirador del Obispado in Monterrey. De vlaggenstok van deze vlag is ruim honderd meter hoog; de vlag is 28,6 bij 50 meter (het dubbele van de meeste andere monumentale vlaggen). Deze vlag weegt 230 kilo en werd in gebruik genomen op 24 februari 2005, de nationale Dag van de Vlag.
In kleinere steden en bij een aantal onderwijsgebouwen bevinden zich Banderas semi-monumentales, kleinere versies van de Banderas monumentales.

## Vlaginstructie
Op de volgende dagen wordt volgens de Mexicaanse vlaginstructie de Mexicaanse vlag gehesen door alle takken van de regering, en worden Mexicaanse burgers aangemoedigd hetzelfde te doen:
- 21 januari - Geboorte van Ignacio Allende (1779)
- 5 februari - Dag van de Grondwet (1857 en 1917)
- 19 februari - Dag van het Mexicaanse Leger
- 24 februari - Dag van de vlag
- 1 maart - Proclamatie van het plan van Ayutla (1854)
- 18 maart - Expropiación Petrolera, nationalisering van de olie-industrie (1938)
- 21 maart - Geboorte van Benito Juárez (1806)
- 26 maart - Proclamatie van het Plan van Guadalupe (1913)
- 2 april - Inname van Puebla (1867)
- 21 april - Heldhaftige verdediging van Veracruz om bezetting door de Verenigde Staten te voorkomen (1914)
- 1 mei - Dag van de Arbeid (1906)
- 5 mei - Cinco de Mayo, viering van de overwinning in de slag bij Puebla (1862)
- 8 mei - Geboorte van Miguel Hidalgo (1753)
- 15 mei - Inname van Querétaro (1867)
- 1 juni - Dag van de Marine

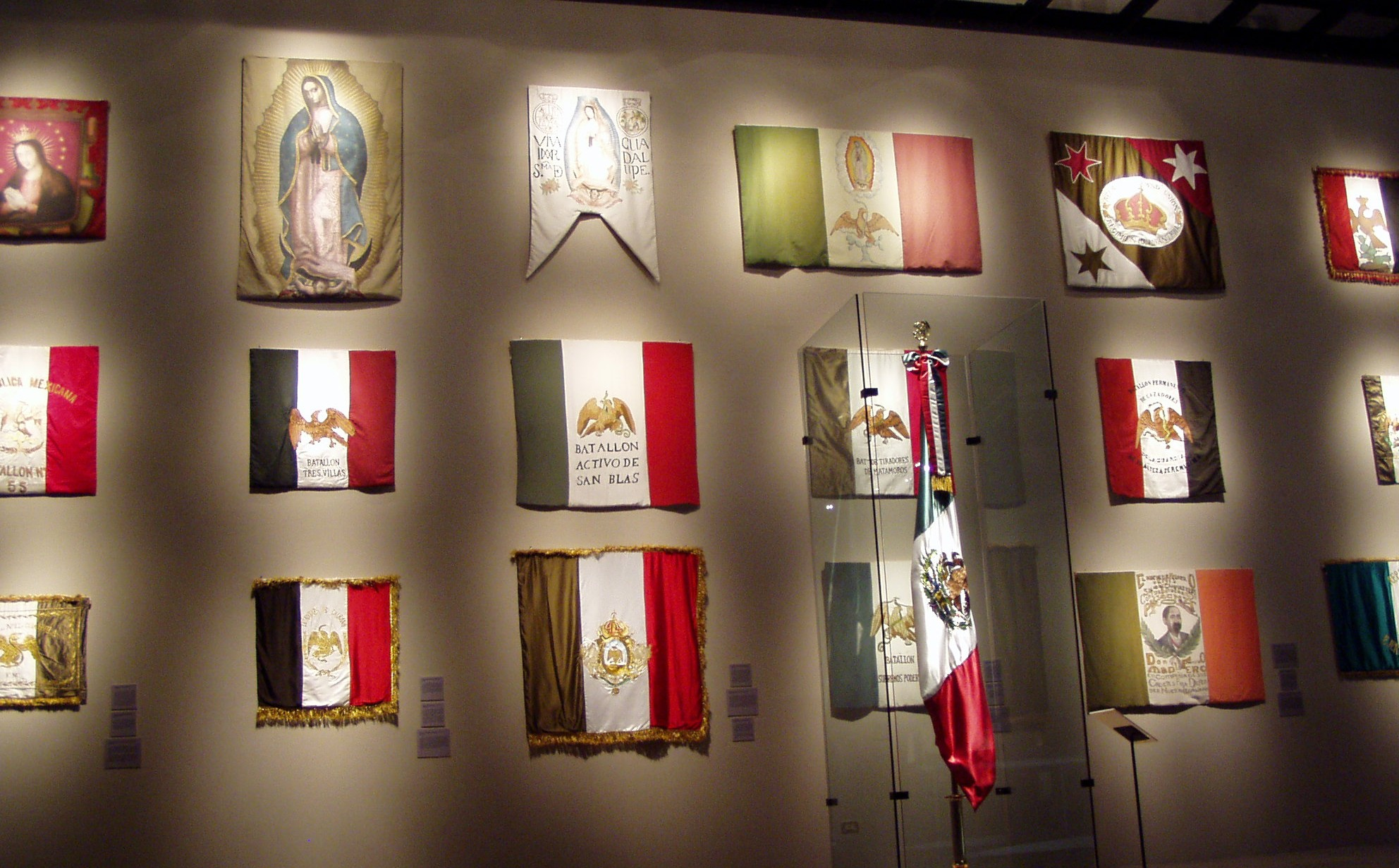
Vlaggen in het Historisch Museum van Monterrey

- 21 juni - Overwinning van de republikeinen op het Tweede Mexicaanse Keizerrijk (1867)
- 1 september - Opening van het Congres van de Unie
- 14 september - Incorporatie van Chiapas (1824)
- 15 september - Grito de Dolores (1810)
- 16 september - Begin van de Mexicaanse Onafhankelijkheidsoorlog (1810)
- 27 september - Verkrijging van de onafhankelijkheid (1821)
- 30 september - Geboorte van José María Morelos (1765)
- 12 oktober - Día de la Raza
- 23 oktober - Dag van de Luchtmacht
- 24 oktober - Dag van de Verenigde Naties (1945)
- 30 oktober - Geboorte van Francisco I. Madero (1873)
- 6 november - Aanname van de onafhankelijkheidsverklaring op het congres van Chilpancingo (1813)
- 20 november - Begin van de Mexicaanse Revolutie (1910)
- 29 december - Geboorte van Venustiano Carranza (1859)
- eind december - Laatste sessie van het Congres

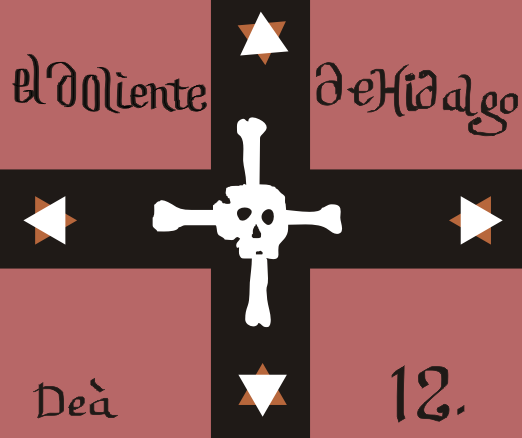
"Rouwvlag voor Hidalgo", gevoerd door José María de Cos, 1811-1812

Op de volgende dagen hangt de vlag halfstok:
- 14 februari - Overlijden van Vicente Guerrero (1831)
- 22 februari - Overlijden van Francisco I. Madero (1913)
- 28 februari - Overlijden van Cuauhtemoc (1525)
- 10 april - Overlijden van Emiliano Zapata (1919)
- 2 mei - Overlijden van de piloten van Eskader 201 (1945)
- 21 mei - Overlijden van Venustiano Carranza (1920)
- 17 juli - Overlijden van Alvaro Obregón (1928)
- 18 juli - Overlijden van Benito Juárez (1872)
- 30 juli - Overlijden van Miguel Hidalgo (1811)
- 13 september - Overlijden van de Niños Héroes tijdens de Slag om Chapultepec (1847)
- 2 oktober - Herdenking van het bloedbad van Tlatelolco (1968)
- 7 oktober - Herdenking van de opoffering van senator Belisario Domínguez (1913)
- 22 december - Overlijden van José María Morelos (1815)

Naast deze dagen kan de president van Mexico op elk moment verklaren dat op een dag de vlag halfstok moet worden gehangen naar aanleiding van een tragische gebeurtenis, zoals het overlijden van een prominent persoon of een natuurramp.